# فهرست پارک‌های ملی ژاپن
فهرست پارک‌های ملی ژاپن (به ژاپنی: 国立公園, Kokuritsu Kōen) و (به ژاپنی: 国定公園, Kokutei Kōen) به پارک‌های ملی در ژاپن مکان‌هایی با زیبایی منظره هستند که توسط وزارت محیط زیست (ژاپن) تحت قانون پارک‌های طبیعی (自然公園法) در سال ۱۹۵۷ برای حفاظت و استفاده پایدار تعیین شده‌اند.

## نقشه

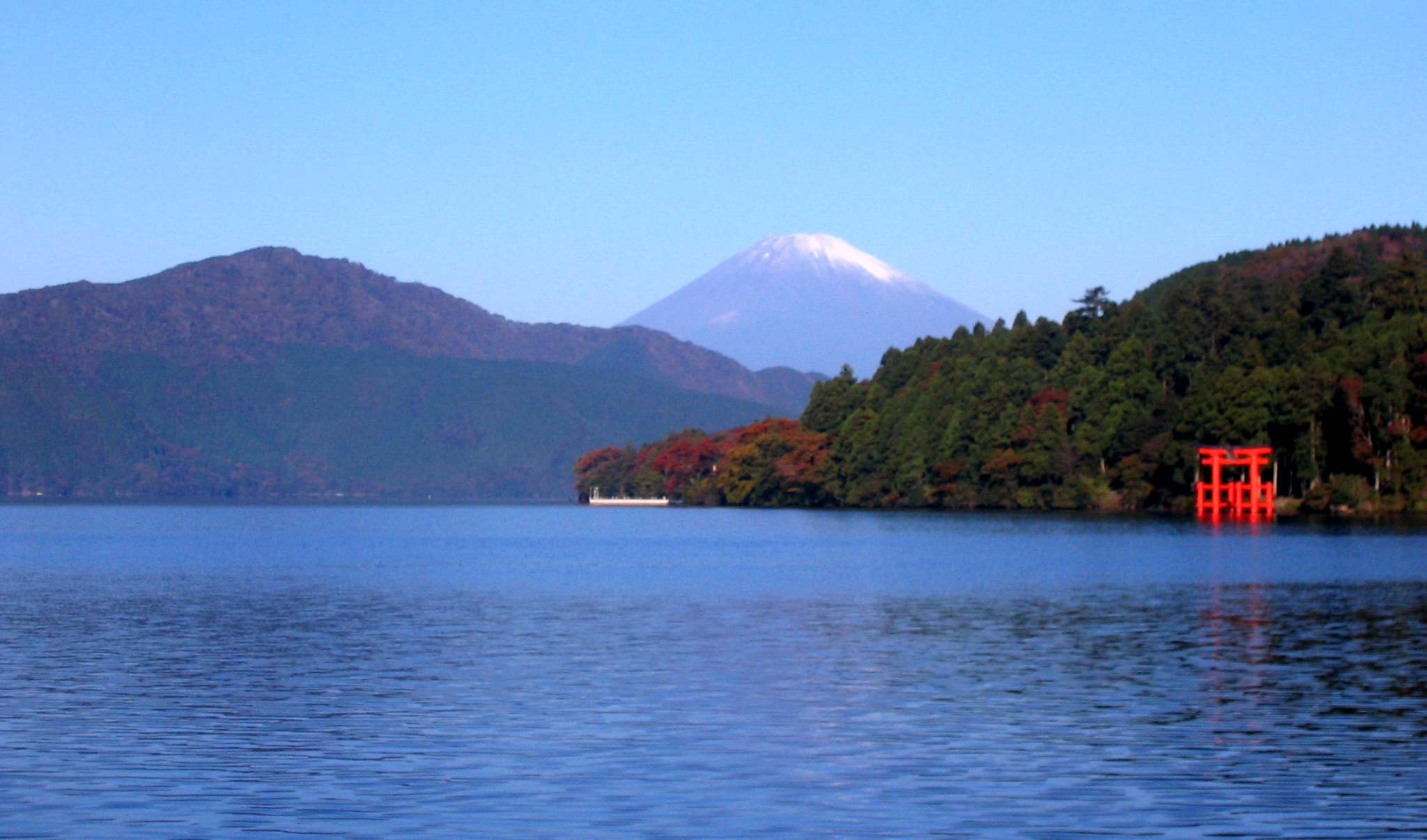
دریاچه آشی در ژاپن

این نقشه مکان پارک‌های ملی ژاپن را نشان می‌دهد. توجه داشته باشید که پارک ملی اوگاساوارا روی نقشه قابل مشاهده نیست.

## فهرست
| نام                           | ایجاد | ناحیه                                                        | وسعت [هکتار]                       | تصویر |
| ----------------------------- | ----- | ------------------------------------------------------------ | ---------------------------------- | ----- |
| پارک ملی آکان ماشو            | ۱۹۳۴  | هوکایدو                                                      | ۹۰٬۴۸۱ هکتار (۲۲۳٬۵۸۰ جریب فرنگی)  |       |
| پارک ملی می‌نامی آلپ           | ۱۹۶۴  | منطقه چوبو                                                   | ۳۵٬۷۵۲ هکتار (۸۸٬۳۵۰ جریب فرنگی)   |       |
| پارک ملی امی گونتو            | ۲۰۱۷  | کیوشو                                                        | ۴۲٬۱۸۱ هکتار (۱۰۴٬۲۳۰ جریب فرنگی)  |       |
| پارک ملی آشیزوری-اوواکای      | ۱۹۷۲  | شیکوکو                                                       | ۱۱٬۳۴۵ هکتار (۲۸٬۰۳۰ جریب فرنگی)   |       |
| پارک ملی آسو کوجی             | ۱۹۳۴  | کیوشو                                                        | ۷۲٬۶۷۸ هکتار (۱۷۹٬۵۹۰ جریب فرنگی)  |       |
| پارک ملی بندای اساهی          | ۱۹۵۰  | منطقه توهوکو                                                 | ۱۸۶٬۳۸۹ هکتار (۴۶۰٬۵۸۰ جریب فرنگی) |       |
| پارک ملی چیچیبو تاما کای      | ۱۹۵۰  | منطقه کانتو                                                  | ۱۲۶٬۲۵۹ هکتار (۳۱۱٬۹۹۰ جریب فرنگی) |       |
| پارک ملی چوبو-سنگاکو          | ۱۹۳۴  | منطقه چوبو                                                   | ۱۷۴٬۳۲۳ هکتار (۴۳۰٬۷۶۰ جریب فرنگی) |       |
| پارک ملی دایسن-اوکی           | ۱۹۳۶  | منطقه چوگوکو                                                 | ۳۵٬۳۵۳ هکتار (۸۷٬۳۶۰ جریب فرنگی)   |       |
| پارک ملی دایسوزان             | ۱۹۳۴  | هوکایدو                                                      | ۲۲۶٬۷۶۴ هکتار (۵۶۰٬۳۵۰ جریب فرنگی) |       |
| پارک ملی فوجی-هاکونه-ایزو     | ۱۹۳۶  | منطقه کانتو                                                  | ۱۲۱٬۶۹۵ هکتار (۳۰۰٬۷۱۰ جریب فرنگی) |       |
| پارک ملی هاکوسان              | ۱۹۶۲  | منطقه چوبو                                                   | ۱۱٬۳۴۵ هکتار (۲۸٬۰۳۰ جریب فرنگی)   |       |
| پارک ملی ایریموت-ایشیگاکی     | ۱۹۷۲  | کیوشو                                                        | ۴۰٬۶۵۳ هکتار (۱۰۰٬۴۶۰ جریب فرنگی)  |       |
| پارک ملی ایزشیما              | ۱۹۴۶  | منطقه کانسای                                                 | ۵۵٬۵۴۴ هکتار (۱۳۷٬۲۵۰ جریب فرنگی)  |       |
| پارک ملی جوشین‌اتسو-کوگن       | ۱۹۴۹  | منطقه کانتو                                                  | ۱۴۸٬۱۹۴ هکتار (۳۶۶٬۲۰۰ جریب فرنگی) |       |
| پارک ملی کراما                | ۲۰۱۴  | کیوشو                                                        | ۳٬۵۲۰ هکتار (۸٬۷۰۰ جریب فرنگی)     |       |
| پارک ملی کیریشیما-کینکوان     | ۱۹۳۴  | کیوشو                                                        | ۳۶٬۵۸۶ هکتار (۹۰٬۴۱۰ جریب فرنگی)   |       |
| پارک ملی کوشیرو-شیتسوگن       | ۱۹۸۷  | هوکایدو                                                      | ۲۸٬۷۸۸ هکتار (۷۱٬۱۴۰ جریب فرنگی)   |       |
| پارک ملی میوکو-توگاکوشی رنزان | ۲۰۱۵  | منطقه چوبو                                                   | ۳۹٬۷۷۲ هکتار (۹۸٬۲۸۰ جریب فرنگی)   |       |
| پارک ملی نیکو                 | ۱۹۳۴  | منطقه کانتو                                                  | ۱۱۴٬۹۰۸ هکتار (۲۸۳٬۹۴۰ جریب فرنگی) |       |
| پارک ملی اوگاساوارا           | ۱۹۷۲  | منطقه کانتو                                                  | ۶٬۶۲۹ هکتار (۱۶٬۳۸۰ جریب فرنگی)    |       |
| پارک ملی اوزی                 | ۱۹۷۲  | منطقه توهوکو and منطقه کانتو                                 | ۳۷٬۲۰۰ هکتار (۹۲٬۰۰۰ جریب فرنگی)   |       |
| پارک ملی ریشیری-ربن-سروبتسو   | ۱۹۷۴  | هوکایدو                                                      | ۲۴٬۱۶۶ هکتار (۵۹٬۷۲۰ جریب فرنگی)   |       |
| پارک ملی سایکای               | ۱۹۵۵  | کیوشو                                                        | ۲۴٬۶۴۶ هکتار (۶۰٬۹۰۰ جریب فرنگی)   |       |
| پارک ملی سانین کایگان         | ۱۹۳۶  | منطقه کانسای                                                 | ۸٬۷۸۳ هکتار (۲۱٬۷۰۰ جریب فرنگی)    |       |
| پارک ملی سانریکو فوکو         | ۱۹۵۵  | منطقه توهوکو                                                 | ۲۸٬۵۳۷ هکتار (۷۰٬۵۲۰ جریب فرنگی)   |       |
| پارک ملی سیتونایکا            | ۱۹۳۴  | منطقه کانسای، منطقه چوگوکو، شیکوکو، کیوشو (Joint management) | ۶۷٬۲۴۲ هکتار (۱۶۶٬۱۶۰ جریب فرنگی)  |       |
| پارک ملی شیکوتسو-تویا         | ۱۹۴۹  | هوکایدو                                                      | ۹۹٬۴۷۳ هکتار (۲۴۵٬۸۰۰ جریب فرنگی)  |       |
| پارک ملی شیرتوکو              | ۱۹۶۴  | هوکایدو                                                      | ۳۸٬۶۳۶ هکتار (۹۵٬۴۷۰ جریب فرنگی)   |       |
| پارک ملی توادا-هاچیمانتای     | ۱۹۳۶  | منطقه توهوکو                                                 | ۸۵٬۵۳۴ هکتار (۲۱۱٬۳۶۰ جریب فرنگی)  |       |
| پارک ملی اونزن-اماکوسا        | ۱۹۳۴  | کیوشو                                                        | ۲۸٬۲۷۹ هکتار (۶۹٬۸۸۰ جریب فرنگی)   |       |
| پارک ملی یاکوشیما             | ۲۰۱۲  | کیوشو                                                        | ۳۲٬۵۵۳ هکتار (۸۰٬۴۴۰ جریب فرنگی)   |       |
| پارک ملی یانبارو              | ۲۰۱۶  | کیوشو                                                        | ۱۳٬۶۲۲ هکتار (۳۳٬۶۶۰ جریب فرنگی)   |       |
| پارک ملی یوشینو-کومانو        | ۱۹۳۶  | منطقه کانسای                                                 | ۶۱٬۴۰۶ هکتار (۱۵۱٬۷۴۰ جریب فرنگی)  |       |

## فهرست پارک‌های شبه‌ملی

### هوکایدو
- پارک شبه‌ملی اباشیری
- Akkeshi-Kiritappu-Konbumori Quasi-National Park
- پارک نیمه‌ملی هیداکا-سانمیاکو
- پارک شبه‌ملی نیسکو-شاکوتان-اوتارو
- پارک شبه‌ملی اوسیما
- پارک شبه‌ملی شوکانبتسو-تیوری

### توهوکو
- پارک شبه‌ملی شیموکیتا هانتو
- پارک شبه‌ملی تسوگارو
- پارک شبه‌ملی هایاچین
- پارک شبه‌ملی کوریکوما
- پارک شبه‌ملی می‌نامی سانریکو کینکاکان
- پارک شبه‌ملی زو
- پارک شبه‌ملی اوگا
- پارک شبه‌ملی چوکای

### کانتو
- پارک شبه‌ملی سویگو-تسوکوبا
- پارک شبه‌ملی می‌نامی بوسو
- پارک نیمه ملی میجی‌نوموری تاکائو
- پارک شبه‌ملی تانزاوا-اویاما

### چوبو
- پارک شبه‌ملی اکیگو سانزن-تادمی
- پارک شبه‌ملی میوگی-اروفون-ساکو کوگن
- پارک شبه‌ملی سادو-یاهیکو-یونیاما
- پارک شبه‌ملی نوتو هانتو
- پارک شبه‌ملی اکیزان-کاگا
- پارک شبه‌ملی یاتسوتاکه-چوشین کوگن
- پارک شبه‌ملی تنریو-اوکومیکاوا
- پارک شبه‌ملی آلپ مرکزی
- پارک شبه‌ملی ایبی-سکیگاهارا-یوری
- پارک شبه‌ملی هیدا-کیسوگاوا
- پارک شبه‌ملی ایچی کوگن
- پارک شبه‌ملی میکاوا

### کانسای
- پارک شبه‌ملی سوزوکا
- پارک شبه ملی واکاسا وان
- پارک شبه‌ملی تانگو-امانوهاشیدات-اویاما
- پارک شبه‌ملی بیواکو
- پارک شبه‌ملی مورو-اکامه-ائویاما
- پارک شبه‌ملی کونگو-ایکوما-کیشن
- پارک شبه‌ملی یاماتو-اوگاکی
- پارک شبه‌ملی کویا-ریوجین
- پارک شبه‌ملی میجی نو موری مینو
- پارک شبه‌ملی کیوتو تامبا کوگن

### شوگوکو و شیکوکو
- پارک شبه‌ملی هیونوسن-اوشی‌یاما-ناگیسان
- پارک شبه‌ملی هیبا-دوگو-تایشکو
- پارک شبه‌ملی نیشی-چوگوکو سانچی
- پارک شبه‌ملی کیتا-ناگاتو
- پارک شبه‌ملی اکییوشیدای
- پارک شبه‌ملی تسوروجیسان
- پارک شبه‌ملی مورو-ان
- پارک شبه‌ملی ایشیزوچی

### کیوشو
- پارک شبه‌ملی کیتاکیوشو
- پارک شبه‌ملی گنکای
- پارک شبه‌ملی یابا-هیتا-هیکوسان
- پارک شبه‌ملی ایکی-تسوشیما
- پارک شبه‌ملی کیوشو چوئو سانچی
- پارک شبه‌ملی نیپو کایگان
- پارک شبه‌ملی سوبو-کاتاموکی
- پارک شبه‌ملی نیچینان
- پارک شبه‌ملی اوکیناوا
- پارک شبه‌ملی اوکیناوا سنسکی